# Partia Narodowa (Bułgaria)
Partia Narodowa (bułg. Народна партия) – bułgarska partia polityczna założona w 1894 przez byłych działaczy Partii Konserwatywnej i Partii Narodowej wywodzącej się z Rumelii Wschodniej. Organizacji powstała jako zaplecze polityczne rządu Konstantina Stoiłowa i reprezentowała głównie interesy bankowców, handlowców i przemysłowców. Współtworzyła kilka rządów koalicyjnych (1894, 1911–1913, 1918–1920) oraz sformowała jeden gabinet samodzielny (1894–1899). W 1920 połączyła się z Partią Postępowo-Liberalną tworząc Zjednoczoną Partię Narodowo-Postępową.

## Historia Partii Narodowej
Po upadku rządu Stefana Stambołowa w 1894 i objęciu funkcji premiera przez Konstantina Stoiłowa część działaczy Partii Konserwatywnej oraz Partii Narodowej, mającej swoje korzenie w istniejącej do 1885 Rumelii Wschodniej, sformowała nową, prorządową partię burżuazyjną, również nazwaną Partią Narodową. Liderem ugrupowania został szef rządu, Stoiłow, a po jego śmierci w 1901 funkcję tę objął Iwan Geszow. Od 31 maja 1894 Partia Narodowa współtworzyła koalicyjny gabinet z Partią Liberalną, a od 21 grudnia tego samego roku do 30 stycznia 1899 rządziła samodzielnie. Rząd Partii Narodowej przeprowadził szereg reform ekonomicznych, mających na celu stymulowanie rozwoju gospodarczego kraju. W 1896 Księstwo Bułgarii wznowiło stosunki dyplomatyczne z Rosją, zawieszone od 1886, a także rozpoczęło politykę budowy stosunków dobrosąsiedzkich z krajami bałkańskimi.
W latach 1911–1913 Partia Narodowa sformowała wraz z Partią Postępowo-Liberalną dwa kolejne gabinety koalicyjne, na czele których stanęli Geszow i Stojan Danew. W tym okresie działacze koalicji aktywnie popierali politykę zagraniczną prowadzoną przez cara Bułgarii, Ferdynanda I. Z tego powodu po klęsce kraju w II wojnie bałkańskiej i utracie przez niego południowej Dobrudży oraz części Macedonii, polityków Partii Narodowej uznano za współwinnych tzw. pierwszej katastrofy narodowej. W 1922 rząd Stambolijskiego podjął próbę ich osądzenia, ale przeszkodził mu zamach stanu. 
Po raz trzeci Partia Narodowa sprawowała rządy w Carstwie Bułgarii w latach 1918–1920, współtworząc w tym okresie cztery kolejne rządy koalicyjne m.in. z Partią Demokratyczną, Partią Radykalno-Demokratyczną i Bułgarskim Ludowym Związkiem Chłopskim. Działaczom Partii Narodowej przypadły w tych gabinetach stanowiska: ministra spraw zagranicznych i wyznań religijnych (we wszystkich czterech rządach), premiera (funkcję tę sprawował od 28 listopada 1918 do 6 października 1919 Teodor Teodorow), ministra wojny (w drugim rządzie Teodorowa) i ministra handlu, przemysłu i pracy (w rządzie Stambolijskiego).
6 listopada 1920 członkowie Partii Narodowej zdecydowali o jej połączeniu z Partią Postępowo-Liberalną. W ten sposób powstała Zjednoczona Partia Narodowo-Postępowa, która dwa lata później weszła w skład Bloku Konstytucyjnego.

## Wybitni działacze Partii Narodowej
- Stefan Bobczew (1853–1940) – przewodniczący Bułgarskiej Akademii Nauk, założyciel placówek oświatowych i naukowych, minister
- Atanas Burow (1875–1954) – bankowiec, działacz polityczny, minister
- Iwan Wazow (1850–1921) – pisarz, nazywany „ojcem literatury bułgarskiej”, minister
- Konstantin Weliczkow (1855–1907) – pisarz, polityk, minister
- Iwan Geszow (1849–1824) – przewodniczący Bułgarskiej Akademii Nauk i Bułgarskiego Czerwonego Krzyża, premier i minister
- Michaił Madżarow (1854–1944) – polityk, minister
- Konstantin Stoiłow (1853–1901) – premier i minister
- Teodor Teodorow (1859–1924) – premier i minister, publicysta

## Organy prasowe Partii Narodowej
- gazeta Мир (w tłum. Pokój) (1894–1944)